# Пурвинас
Пурвинас (лит. Purvynas) — озеро в восточной части Литвы, в бассейне Жеймены. Расположено на территории регионального парка Асвея, административно в пределах Пабрадского староства Швенченского района.
Находится на высоте приблизительно 139 метров над уровнем моря. Маленькое длинное и узкое озеро. Вытянуто с северо-востока на юго-запад. Из южного конца озера вытекает река Пурвине. Длина озера 1,15 км, ширина до 0,26 км. Площадь водной поверхности — 0,185 км².